# Vittorio Dimastrogiovanni
Vittorio Dimastrogiovanni (Leverano, 8 gennaio 1936 – Lecce, 29 agosto 2020) è stato un pittore e scultore italiano.

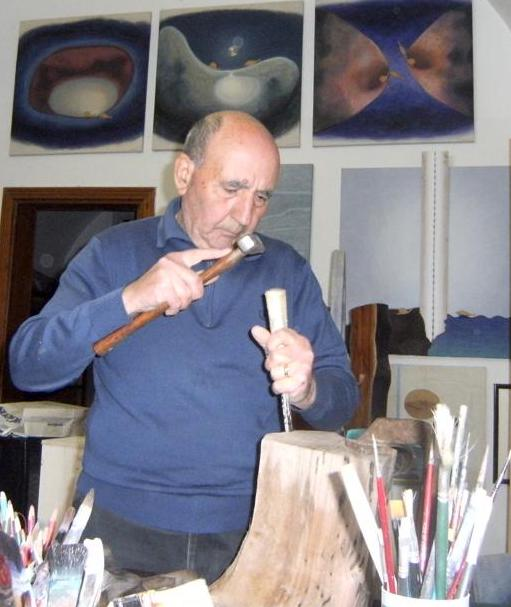

Esponente del movimento culturale e artistico salentino degli anni 60 e anni 70, è membro del Gruppo Gramma e, dal 1989, del Gruppo Arco.
Definito dalla critica “artista sperimentatore”, lavora dal 1958 alla sua scomparsa nel 2020.
Partecipa, tra il 1968 e il 2016, a numerose esposizioni personali e collettive.

## Biografia e opere
Sin da bambino, Vittorio Dimastrogiovanni è affascinato dalla pittura dello zio paterno, Geremia Re, che è, con Lino Paolo Suppressa e Luigi Gabrieli, una delle figure di riferimento del panorama artistico degli anni Cinquanta a Lecce.
Dal 1956, Dimastrogiovanni frequenta l’Istituto d’Arte di Lecce nella sezione “Pittura”. Subisce profondamente l'influenza di Vittorio Bodini, suo docente di Storia dell'Arte, e dello stesso Luigi Gabrieli, suo insegnante di pittura.
Dal 1962 al 1992 è docente di Educazione Artistica nella scuola media.
Dal 1958 realizza le sue prime opere: Paesaggi e Nature morte realizzati con pittura a olio. Tra il 1961 e il 1965 la sua pittura è ispirata dall'espressionismo e dal surrealismo. A partire dal 1968 verge verso l’astrattismo, con opere incentrate su forme regolari come quadrati e ovoidi nel contesto di schemi geometrici.
Nel 1970, la galleria d'arte L’Elicona espone la sua prima personale. Insieme ad altri artisti, tra i quali Giovanni Corallo e Eugenio Miccini, diventa nello stesso anno uno dei componenti del centro culturale Gramma, e redattore dell'omonima rivista.
Assieme ad altri esponenti del Gruppo Gramma, partecipa nel 1971 alla mostra collettiva “Arte e Stampa” presso la Galleria I Tigli di Firenze. Nello stesso anno produce le Progressioni Modulari, una delle sue serie pittoriche più note, e altre composizioni che saranno ospitate nella rivista Gramma.
Come nella tradizione astrattista, le sue opere dal 1968 al 1982 sono raggruppate in cicli, ciascuno con il proprio titolo (“Sospensione”, “Equilibrio”, “Collegamento”…) e numerazione progressiva, a volte con un sottotitolo.
Il suo periodo astrattista termina con la personale del 1982 alla Galleria L’Osanna di Nardò. La sua carriera successiva è contraddistinta dall'attenzione per i temi della natura e dell’ecologia, e da una maggiore sperimentazione nelle tecniche pittoriche e nei materiali. Le sue opere di questo periodo sono spesso caratterizzate da linee sottili o porzioni di dipinto che si estendono al di là dei confini della tela. Negli anni Novanta fanno la loro comparsa gli elementi ricorrenti della chiocciola e del pesce.
Verso la fine del 1989, è tra i fondatori del Gruppo Arco, insieme ad Giovanni Dell’Anna, Pietro Liaci, Giovanni Valletta e Antonio Mazzotta. Con loro, espone dal 1991 al 2002 una serie di mostre collettive.
Alla fine degli anni Ottanta la sua produzione artistica è influenzata da temi metafisici. Incorpora nelle tele di frammenti ligrei e altri materiali di varia provenienza. Tra le serie di questi anni si segnalano: “Trasmutazione” (1993), “Diari” (dal 1995 al 1998), “Eros” (dal 1999 al 2000) e “Seduzione” (dal 2001 al 2007).
Nel 1991 esordisce come scultore, esponendo l’opera “Seduzione 1” presso una mostra collettiva nel Castello Carlo V di Lecce. La sua attività creativa prosegue fino alla sua scomparsa nel 2020.

## Esposizioni personali
- L’Elicona presenta Vittorio Dimastrogiovanni, Galleria L’Elicona, Lecce, 1970
- Vittorio Dimastrogiovanni, Galleria L’Esagono, Lecce, 1975
- Vittorio Dimastrogiovanni, Galleria L’Osanna, Nardò (Lecce), 1982
- Vittorio Dimastrogiovanni, Galleria del Piccolo Museo, Lecce, 1984
- Vittorio Dimastrogiovanni. Diari, Museo Archeologico, Ugento (Lecce), 1998
- Vittorio Dimastrogiovanni. Metamorfosi di primavera, Palazzo Gorgoni, Leverano (Lecce), 2011
- Vittorio Dimastrogiovanni. Mostra di pittura e scultura, Fondazione Palmieri, Lecce, 2014
- Vittorio Dimastrogiovanni. Opere recenti, Museo Mediterraneo dell’Arte Presente (MAP), Brindisi, 2016